# Matthäus Beskau
Matthäus Beskau (* um 1480 in Torgau; † 8. Februar 1533 in Wittenberg) war ein deutscher katholischer Theologe und Rechtswissenschaftler.

## Leben
Beskau studierte außerhalb Kursachsens, wo er sich den Grad eines Baccalaureus der Freien Künste erwarb. 1502 geht er an die Universität Wittenberg, erlangt im Juli 1503 den akademischen Grad eines Magisters und wird in die philosophische Fakultät aufgenommen. 1507 übernimmt die Professur der Via Thomae, wobei er die Kommentare der Schriften des Aristoteles behandelte.
Beskau verlegte sich auf das Studium der Rechtswissenschaften, wird 1508 als Baccalaureus der Rechtswissenschaften an der juristischen Fakultät aufgenommen, erwarb sich am 10. Mai 1509 das Lizentiat der Rechtswissenschaften und promovierte 1514 zum Doktor der beiden Rechte. Da am 27. April 1509 seine Frau gestorben war, trat er in den Priesterstand, wurde am 11. April 1514 in den Universitätssenat gewählt und war damit Kanoniker und Scholaster an der Schlosskirche Wittenberg geworden. Er sollte über den Liber Sextus lesen, und da seine Vorlesungen häufig mit denen von Philipp Melanchthon zusammenfielen, fehlten ihm die Zuhörer. Daher musste er sich auch Versäumnisse bei seinen Vorlesungen gefallen lassen. 1521 übernahm Beskau das Schatzmeisteramt der Universität.
Beskau der in der Scholastik verhaftet war, sorgte dafür dass sich die Bestrebungen Martin Luthers an der Wittenberger Schlosskirche zunächst nicht durchsetzten. Erst als er am 1. November 1524 eine Spendung des Abendmahls unter einer Gestalt durchgeführt hatte, wurde er angreifbar. Nun wendeten sich auch der Rat und die Gemeinde gegen die reformationsfeindlichen Stiftsherrn der Wittenberger Schlosskirche. Sie wurden vor die Alternative gestellt ihre Missbräuche abzustellen, ihnen wurde mit Abbruch aller Beziehungen mit der Wittenberger Bevölkerung im täglichen Handel und Wandel angedroht und mit Steinwürfen in das Fenster der Wohnung von Beskau in solche Angst versetzt, das sie schließlich die Einführung von Reformen an der Schlosskirche zustimmten.
Ab dem Neujahrstag 1525 hielt Beskau das Hochamt in deutscher Sprache und nahm in den Folgemonaten am umgestalteten Chordienst teil. Er blieb weiter in Wittenberg wohnen und starb plötzlich hier in den ersten Tagen des Februars 1533. Beskau hatte sich im Laufe der Zeit zu einem Vertreter der Reformation gewandelt, was unter anderem auch in der Begründung eines ansehnlichen Studienstipendiums in seinem Testament zum Ausdruck kommt.